# Ludger Engels
Ludger Engels (* 1963 in Duisburg-Meiderich) ist ein deutscher Opern- und Theaterregisseur.

## Leben und Wirken
Ludger Engels erhielt Unterricht in Geige, Querflöte und Klavier. Er studierte Germanistik, Musikwissenschaft und Musikdidaktik in Dortmund. Von 1980 bis 1985 war er als Chordirigent tätig. Helmuth Rilling, bei dem er Dirigieren studierte, riet ihm, sich dem Theater zuzuwenden.
Nach einer Hospitanz an der Oper Dortmund entschied Engels sich 1989 für die Laufbahn als Regisseur. Als Regieassistent war an der Oper Dortmund, in Wien, Frankfurt am Main und an den Vereinigten Bühnen Krefeld-Mönchengladbach tätig. An den Bühnen Krefeld-Mönchengladbach, wo er auch als Abendspielleiter verpflichtet war, gab er 1995 sein Debüt als Regisseur und inszenierte in den folgenden Jahren als freier Regisseur an Bühnen in Mainz, München, Braunschweig, Heidelberg und Bochum.
Von 2005 bis 2013 war er Chefregisseur und stellvertretender Intendant am Theater Aachen, wo er unter anderem die deutsche Erstaufführung der Oper Brokeback Mountain von Charles Wuorinen inszenierte. Anschließend inszenierte er saisonweise abwechselnd am Staatstheater Augsburg, am Stadttheater Bern und außerdem auch immer wieder am Theater Aachen, wobei er sowohl Werke des Musiktheaters und Theaters als auch interdisziplinäre Projekte und Performances inszeniert.
Engels verbindet eine enge Zusammenarbeit mit dem Bühnen- und Kostümbildner Ric Schachtebeck.
Weitere Inszenierungen erfolgten unter anderem am Stadttheater Bern, am Theater Freiburg, an der Ungarischen Staatsoper Budapest, am Staatstheater am Gärtnerplatz München und am Staatstheater Mainz.
Seit 2015 hat er eine Professur an der Akademie für Darstellende Kunst Baden-Württemberg inne und war dort bis 2022 Studiengangsleiter für Regie. Im April 2022 trat er die Nachfolge von Elisabeth Schweeger an und ist seitdem Leiter der Akademie.

## Inszenierungen (Auswahl)

### Musiktheater
- 1995: La Cenerentola von Gioacchino Rossini, Krefeld/Mönchengladbach
- 1995: Des Teufels Lustschloß von Franz Schubert, Zwingenberg
- 1996: Der Barbier von Sevilla von Giovanni Paisiello, Mainz
- 1997: Luisa Miller von Giuseppe Verdi, Mainz
- 1997: Xerxes von Georg Friedrich Händel, Krefeld/Mönchengladbach
- 1998: Madama Butterfly von Giacomo Puccini, Mainz
- 1999: La Bohème von Giacomo Puccini, Augsburg
- 1999: Die Gespenstersonate von Aribert Reimann, Braunschweig
- 2000: Mignon von Ambroise Thomas, Staatstheater am Gärtnerplatz München
- 2001: Aufstieg und Fall der Stadt Mahagonny von Kurt Weill, Heidelberg
- 2001: Elektra von Richard Strauss, Lübeck
- 2002: Rinaldo von Georg Friedrich Händel, Luzern
- 2003: Lucio Silla von Wolfgang Amadeus Mozart, Aachen[14]
- 2003: Mein Herze schwimmt im Blut von Johann Sebastian Bach, Luzern
- 2004: Leonce und Lena von Christian Henking, Bern
- 2006: Europeras von John Cage, Aachen
- 2007: Lohengrin von Richard Wagner, Aachen
- 2008: Nijinskys Tagebuch von Detlev Glanert, Aachen
- 2009: Don Carlo von Giuseppe Verdi, Augsburg
- 2010: Eugen Onegin von Peter I. Tschaikowski, Aachen
- 2011: Arabella von Richard Strauss, Aachen
- 2012: Superflumina von Salvatore Sciarrino, Aachen
- 2012: Tristan und Isolde von Richard Wagner, Aachen
- 2013: Intolleranza 1960 von Luigi Nono, Augsburg
- 2013: Macbeth von Giuseppe Verdi, Bern
- 2014: Brokeback Mountain von Charles Wuorinen, Aachen, Deutsche Erstaufführung[2]
- 2014: Peter Grimes von Benjamin Britten, Bern
- 2015: Tosca von Giacomo Puccini, Aachen
- 2015: Salome von Richard Strauss, Bern
- 2015: Wozzeck von Alban Berg, Augsburg
- 2016: The Tempest von Thomas Adès, Ungarische Staatsoper Budapest[2]
- 2016: Mefistofele von Arrigo Boito, Freiburg
- 2017: Zaide/Adama. W. A. Mozart/Chaya Czernowin, Neufassung von Chaya Czernowin und Ludger Engels, Freiburg
- 2017: Powder Her Face von Thomas Adès, Aachen
- 2018: Die Vorübergehenden von Nikolaus Brass, Bayerische Staatsoper München[15]
- 2019: Tristan und Isolde von Richard Wagner, KonzertTheater Bern[16]
- 2020: La Calisto von Francesco Cavalli, Aachen[17]
- 2022: Der fliegende Holländer von Richard Wagner, Badisches Staatstheater Karlsruhe[18]
- 2023: L'Orontea von Antonio Cesti, Aachen[19]

### Schauspiel
- 2005: Anna Karenina von Leo Tolstoi, Aachen
- 2006: Endstation Sehnsucht von Tennessee Williams, Aachen
- 2008: Orestie (Agamemnon) von Aischylos, Aachen
- 2009: Nathan der Weise von Gotthold Ephraim Lessing, Aachen
- 2009: Geld und Liebe von Dennis Kelly, Aachen
- 2012: Macbeth von William Shakespeare, Aachen
- 2013: Hedda Gabler von Henrik Ibsen, Aachen
- 2014: Gift von Lot Vekemans, Aachen und Augsburg
- 2014: FaustIn and Out, Urfaust. Von Elfriede Jelinek, Johann Wolfgang von Goethe, Aachen
- 2016: Die Ereignisse von David Greig, Aachen
- 2020: Apeiron von Anja Hilling, Theater Bonn[20]

### Interdisziplinäre Projekte
- 2014: Re_intolleranza. Installation und Live-Performances, Pinakothek der Moderne, München
- 2016: Tempi Agitati. Performance von Katharina Rosenberger und Ludger Engels, Uraufführung in Stuttgart[21] und San Diego/USA
- 2016: Boasted Fire Lost in Smoke. Videoinstallation, Reiss-Engelhorn-Museum, Mannheim
- 2017: Alzheim. Musik von Xavier Dayer, Text von Jürgen Berger, Bern, Uraufführung[2]
- 2017: Bajazzo Road Opera. Performance nach Ruggero Leoncavallo von Ludger Engels, Tilman Kanitz und Thomas Mahmoud; Berlin